# Spekulativt frimureri
 Der er for få eller ingen kildehenvisninger i denne artikel, hvilket er et problem. Du kan hjælpe ved at angive troværdige kilder til de påstande, som fremføres i artiklen.

Spekulativ frimureri er betegnelsen for det arbejde, som frimurere gør i frimurerloger ved at udføre ritualer og undervise i disse. Frimurerne har taget et praktisk håndværk, de operative murere og deres værktøj, og anvendt det filosofisk eller spekulativt til at forklare en verden, som ikke er umiddelbar synlig for menneskets sanser.
| filosofi | Spire Denne filosofiartikel er en spire som bør udbygges. Du er velkommen til at hjælpe Wikipedia ved at udvide den. |